# 高健益
高健益（1990年6月10日—）為臺灣男子籃球運動員，場上位置為後衛，現效力於超級籃球聯賽臺灣銀行。高健益是高雄人，從三民家商畢業後升學至明道大學，在得知三民家商教練謝玉娟要在義守大學成立籃球隊而決定轉學到義守大學助陣，大學畢業後在2013年8月於超級籃球聯賽新人選秀會第二輪獲得臺灣銀行青睞，2015年轉戰富邦勇士，2018年重返臺灣銀行。

## 外部連結
- 高健益在Eurobasket.com（球員）（英语）
- 高健益在Flashscore（英语）